# Aldebaran (stripreeks)
Aldebaran is een Franse vijfdelige sciencefictionstripreeks die zich afspeelt op de planeet Aldebaran. Leo stond in voor zowel het tekenwerk als scenario.
Aldebaran is een eerste cyclus van de reeks De Werelden Van Aldebaran. De tweede cyclus Betelgeuze en de derde cyclus Antares spinnen het verhaal verder uit. Er is tevens nog een vierde stripreeks over de werelden van Aldebaran, genaamd Overlevenden. Deze reeks gaat over de elf mensen die het ongeluk van de Tycho Brahe overleefden.

## Verhaal
De planeet Aldebaran is ooit gekoloniseerd door de mens, maar door enkele mysterieuze rampen met ruimteschepen is de communicatie met de aarde verloren gegaan. Het leven op Aldebaran ging door en in 100 jaar wordt er  een autoritaire regering geïnstalleerd. Deze blijkt jacht te maken op enkele biologen die meer schijnen te weten over een geheimzinnig en ongrijpbaar waterwezen, de Mantrisse. Als op een dag het dorp van hoofdpersonages Marc en Kim verwoest wordt komen zij in contact met Driss, een van de biologen, en een avontuur begint.

## Personages
- Marc: een jonge blonde visser
- Kim: een onstuimig jong meisje uit Marcs dorp, ze is verliefd op Marc
- Meneer Pad: vreemde oude man, die bevriend raakt met Marc en Kim
- Alexa: vogelvrije biologe
- Driss: bioloog, vriend van Alexa; ook gezocht door de regering
- Nellie: de mooie zus van Kim

## Albums
| Nummer | Titel                     | Verschenen |
| ------ | ------------------------- | ---------- |
| 1      | De ramp                   | 1994       |
| 2      | De blonde vrouw           | 1995       |
| 3      | De foto                   | 1996       |
| 4      | De groep                  | 1997       |
| 5      | Het wezen                 | 1998       |
|        | Integraal (delen 1 t/m 5) | 2011       |